# Alberto di Jorio
Alberto di Jorio (Rome, 18 juli 1884 – aldaar, 5 september 1979) was een Italiaans geestelijke en kardinaal van de Katholieke Kerk.
Di Jorio studeerde aan het Pauselijk Romeins Seminarie en werd in 1908 priester gewijd. Hij trad als medewerker van het vicariaat Rome in dienst van de Romeinse Curie. In 1918 benoemde paus Benedictus XV hem tot president van het Istituto per le Opere di Religione, de Vaticaanse Bank. Samen met Bernardino Nogara, een leek, zou hij decennialang leiding geven aan de financiën van Vaticaanstad. In 1947 werd hij secretaris van het College van Kardinalen. Paus Johannes XXIII creëerde hem, tijdens zijn eerste consistorie kardinaal. De Santa Pudenziana werd zijn diteldiakonie. In 1962 werd hij titulair aartsbisschop van Castra Nova en president van de Pauselijke Commissie voor de Staat Vaticaanstad.
Kardinaal di Jorio nam deel aan het Tweede Vaticaans Concilie en aan het conclaaf van 1963, dat leidde tot de verkiezing van Giovanni Battista kardinaal Montini tot paus Paulus VI. Aan de conclaven van 1978 nam hij op grond van zijn leeftijd niet meer deel. Hij werd begraven in zijn titelkerk.

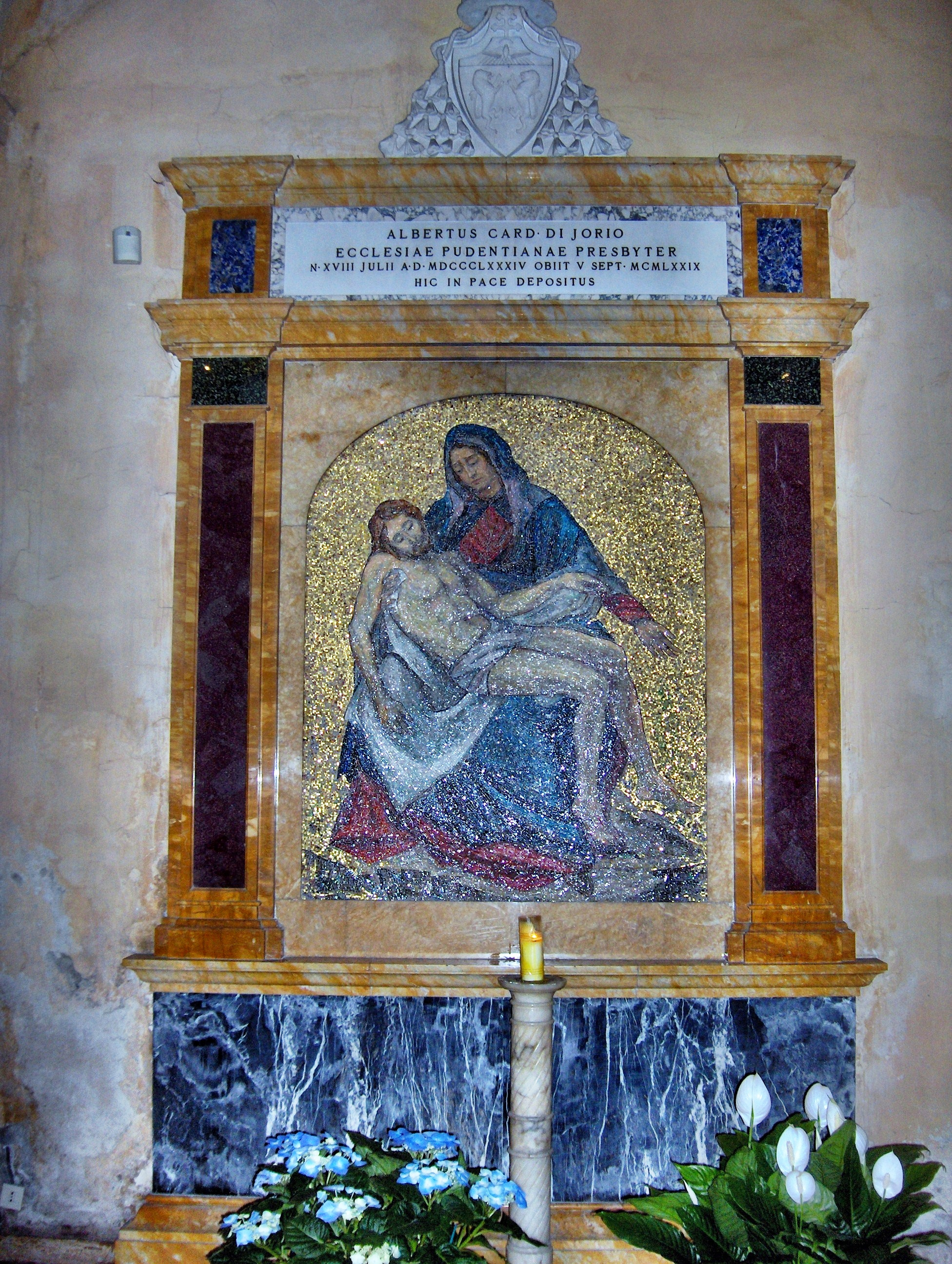
Graf van Alberto di Jorio in de San Pudenziana in Rome